# Buthus pococki
Espèce
Buthus pococki est une espèce de scorpions de la famille des Buthidae.

## Distribution
Cette espèce est endémique du Somaliland en Somalie. Elle se rencontre vers Kidile.

## Description
Le mâle holotype mesure 48,36 mm et la femelle paratype 55,06 mm.

## Étymologie
Cette espèce est nommée en l'honneur de Reginald Innes Pocock.

## Publication originale
- Kovařík, Šťáhlavský & Elmi, 2020 : « Scorpions of the Horn of Africa (Arachnida: Scorpiones). Part XXIII. Buthus (Buthidae), with description of two new species. » Euscorpius, no 307, p. 1-32 (texte intégral).